# Heide achter de Steenweg
Heide achter de Steenweg is een heidegebied in Pelt, gelegen in het zuidwesten van de gemeente, achter de N715 op de grens met Lommel. Het gebied maakt deel uit van Bosland.
Kenmerkend voor Heide achter de Steenweg is de aanwezigheid van hoge landduinen.